# Marco Canola
Marco Canola (Vicenza, 26 de diciembre de 1988) es un ciclista italiano que fue profesional entre 2012 y 2022.

## Palmarés
2012
- 1 etapa del Tour de Langkawi

2014
- 1 etapa del Giro de Italia[3]

2017
- Volta Limburg Classic
- 3 etapas del Tour de Japón
- 1 etapa del Tour de Utah
- Japan Cup

2019
- 1 etapa del Tour de Utah

## Resultados en Grandes Vueltas
| Carrera | Carrera         | 2012 | 2013  | 2014  | 2015 | 2016 | 2017 | 2018 | 2019  | 2020 | 2021 | 2022 |
| ------- | --------------- | ---- | ----- | ----- | ---- | ---- | ---- | ---- | ----- | ---- | ---- | ---- |
|         | Giro de Italia  | —    | 139.º | 122.º | —    | —    | —    | —    | 107.º | —    | —    | —    |
|         | Tour de Francia | —    | —     | —     | —    | —    | —    | —    | —     | —    | —    | —    |
|         | Vuelta a España | —    | —     | —     | —    | —    | —    | —    | —     | —    | —    | —    |

—: no participa

Ab.: abandono